# Антонін Став'яна
Антонін Став'яна (чеськ. Antonín Stavjaňa, нар. 10 лютого 1963, Злін) — чехословацький хокеїст, що грав на позиції захисника. Грав за збірні команди Чехословаччини та Чехії.

## Ігрова кар'єра
Професійну хокейну кар'єру розпочав 1981 року.
1986 року був обраний на драфті НХЛ під 247-м загальним номером командою «Калгарі Флеймс». 
Протягом професійної клубної ігрової кар'єри, що тривала 18 років, захищав кольори команд «Дукла» (Тренчин), «Злін», «Йокіпоят», ГВ-71 та «Всетін».
Виступав за збірні Чехословаччини та Чехії.

## Тренерська робота
Працював асистентом головного тренера чеських клубів «Злін», «Всетін» та «Оцеларжи» (Тршинець). 
Як асистент головного тренера національної збірної брав участь на чемпіонатах світу 2003 та 2004.
У сезоні 2005/06 очолював клуб Словацької Екстраліги ХК Нітра.
З 2006 по 2008 головний тренер клубу «Дукла» (Тренчин), також працював у клубах «Слован» (Братислава) та «Енергія Карлові Вари».

## Нагороди та досягнення
- Найкращий захисник юніорського чемпіонату Європи — 1981.
- Срібний призер молодіжного чемпіонату світу 1982.
- Срібний призер молодіжного чемпіонату світу 1983.
- Чемпіон світу 1985.
- Бронзовий призер чемпіонатів світу 1987, 1989, 1990 та 1993.
- Триразовий чемпіон Чехії в складі «Всетін» — 1995 — 1998.
- Чемпіон світу 1996.